# لويس كوين
لويس كوين (بالإنجليزية: Louis Quinn)‏ هو ممثل أمريكي، ولد في 23 مارس 1915 بشيكاغو في الولايات المتحدة، وتوفي في 14 سبتمبر 1988 بلوس أنجلوس في الولايات المتحدة.

## أعمال

### مسلسلات
- 77 سانست ستريب

## وصلات خارجية
- لويس كوين على موقع IMDb (الإنجليزية)
- لويس كوين على موقع ألو سيني (الفرنسية)
- لويس كوين على موقع أول موفي (الإنجليزية)
- لويس كوين على موقع قاعدة بيانات الأفلام السويدية (السويدية)
- لويس كوين على موقع قاعدة بيانات الفيلم (الإنجليزية)
- لويس كوين على موقع كينوبويسك (الروسية)